# Achin (huyện)
Achin là một huyện thuộc tỉnh Nangarhar, Afghanistan. Dân số thời điểm năm 1999 là 72,296 người.